# John Jeremiah Johnson

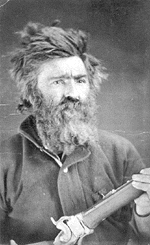
John Jeremiah Johnson

John Jeremiah Johnson, auch „Liver-Eating Johnson“ genannt (auch Johnston, * 1. Juli 1824 in der Nähe von Pattenburg (New Jersey); † 21. Januar 1900 in Santa Monica) war ein amerikanischer Trapper, Pelzhändler und Abenteurer im Wilden Westen. Er ist die Vorlage für den sehr frei nachempfundenen Film Jeremiah Johnson.